# 納瓦特爾語
纳瓦特尔语也叫纳瓦特语（Nāwatl ['naː.watɬ], Nāwatlahtōlli [naː.wa.tɬaʔ.'toːl.li]） 一詞被用來指猶他-阿茲特克語系中阿茲特克分支之下的一些語言，在墨西哥約有一百七十萬人使用納瓦特爾語方言（其中有些方言彼此不能溝通）。所有這些方言在不同的程度上都受到西班牙語的影響。
古典納瓦特爾語在西元七世紀到西元十六世紀晚期是美索亞美利加（指墨西哥中部到哥斯大黎加西北部的地區）大部份地區的通用語。自此之後納瓦特爾語的重要性及影響力因為西班牙征服美洲而中斷。

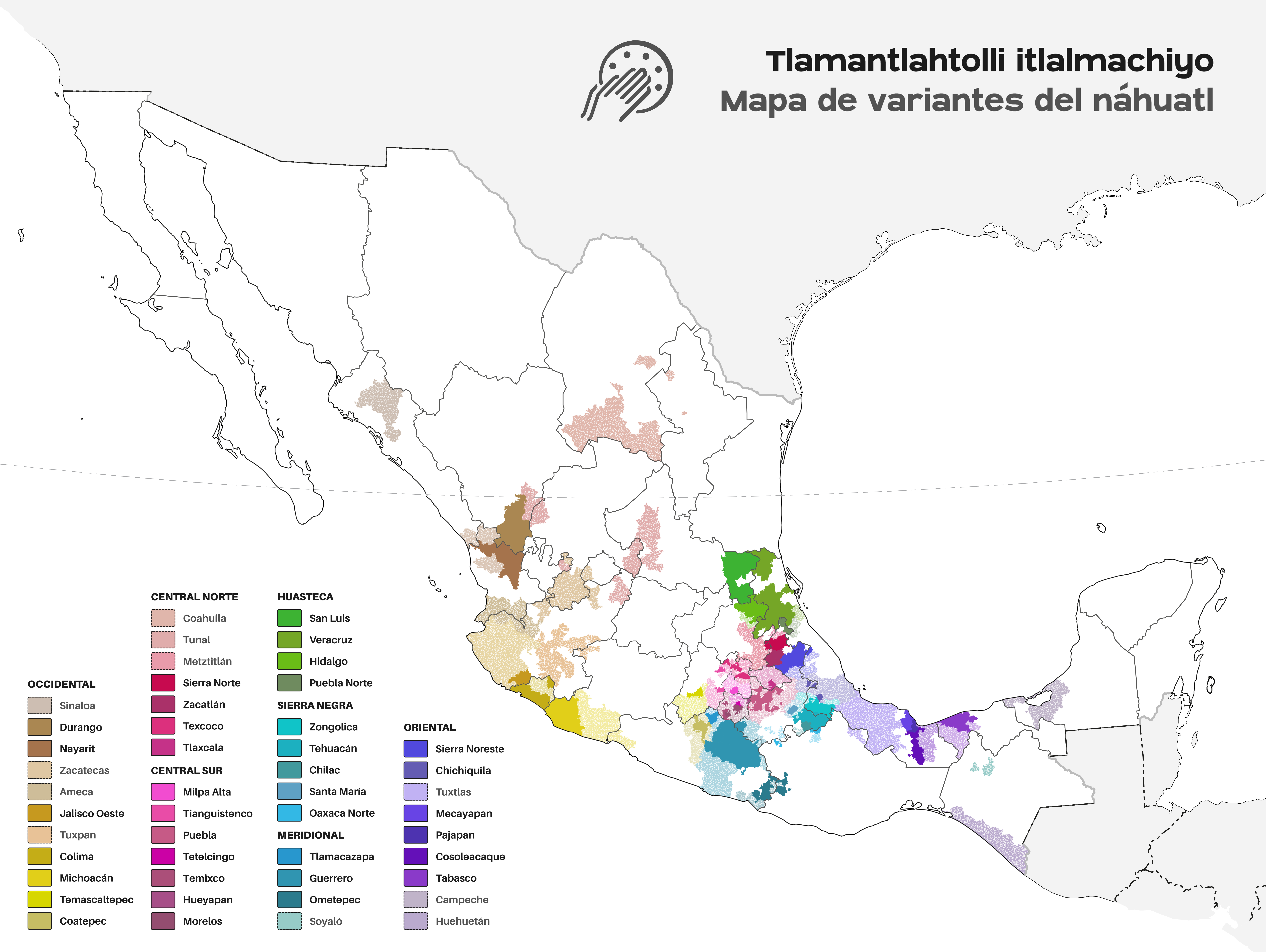
纳瓦特尔语（墨西哥）的历史和当前方言地图

## 语音系统
|          | 唇音 | 齒齦音 | 齒齦音 | 硬顎音 | 軟齶音 | 軟齶音 | 聲門音 |
| 中央輔音 | 唇音 | 邊音   | 普通   | 硬顎音 | 唇音化 |        | 聲門音 |
| -------- | ---- | ------ | ------ | ------ | ------ | ------ | ------ |
| 鼻音     | m    | n      |        |        |        |        |        |
| 塞音     | p    | t      |        |        | k      | kʷ     | ʔ      |
| 塞擦音   |      | ts     | tɬ     | tʃ     |        |        |        |
| 持續音   |      | s      | l      | ʃ      |        |        | （h）* |
| 半母音   |      |        |        | j      |        | w      |        |

|    | 前 | 前 | 央 | 央 | 後 | 後 |
| 長 | 短 | 長 | 短 | 長 | 短 |    |
| -- | -- | -- | -- | -- | -- | -- |
| 閉 | iː | i  |    |    | oː | o  |
| 中 | eː | e  |    |    | oː | o  |
| 開 |    |    | aː | a  |    |    |

## 文字系统
西班牙人抵達時，阿茲提克人紀錄納瓦特語的方式主要是利用象形符號佐以一些象形文字（阿兹特克文字）。如果有必要的時候，也會使用表示音節的符號。杜蘭 （Durán） 神父記錄下了纳瓦特語抄本的繪製者 （tlacuilos） 如何利用這一套系統紀錄拉丁文的祈禱文，但是這套系統使用不易。這套系統適合紀錄譜系、天文資料、貢品清單等等，但是無法像舊世界及馬雅文明的書寫系統一樣涵蓋口語的辭彙。
在西班牙人征服阿兹特克帝国之后20年，一位传教士贝尔纳迪诺·德·萨阿贡（Bernardino de Sahagún）在拉丁字母的西班牙拼写方法的基础上为纳瓦特语创制了文字，其基本规则如下：
- 在i、e之前，qu 代表舌根塞音 [k]，而不是 [kw] （quetzalli “羽毛” 读 [ketsalli]）
- 在a、o之前，c 代表舌根塞音 [k] （calli “家” 读 [kalli]）
- 在i、e之前，c 代表舌尖擦音 [s] （例如：cē “一” 读做 [seː]）
- 在a、o之前，z 代表 [s] （zoquitl “泥土” [sokitɬ]）
- tz 代表 [ts]
- ch 代表舌面塞擦音 [tʃ]
- x 代表舌面擦音 [ʃ] （mexìcatl “墨西哥人” [meʃiʔkatɬ]）
- 喉塞音 [ʔ]（西班牙语 saltillo） 是纳瓦特语的独立的音位，但在最初的文字系统中没有记下来，我们用 « ' » 来代表这个辅音。
- 在元音之前，cu 代表 [kʷ] （cua “吃” 读做 [kʷa]）
- 在辅音之前或者在词尾，uc 代表 [kʷ] （tēuctli “君主” 读做 [te:kʷtɬi]）

长元音用上横线表示 （ā ē ō ī）。

## 语法

### 动词
| 单数 |    | 复数   |      |
| n-   | 我 | t- -'  | 我们 |
| t-   | 你 | am- -' | 你们 |
| ∅-   | 他 | ∅- -'  | 他们 |

第三人称单数没有标记。喉塞音后缀 -' 是复数的标记。在以辅音开头的词根前，必须在人称前缀和词根之间插入 -i-。在舌根塞音、舌尖塞音之前，am- 变成 an-。请参考以下表格 （cochi [koʧi] “睡觉” 为辅音开头词根，ēhua [eːwa] “离开” 为元音开头的词根的例子）。
| 单数                 |        | 复数                   |          | 单数             |        | 复数                 |          |
| ni-cochi （nicochi） | 我睡觉 | ti-cochi-' （ticochî） | 我们睡觉 | n-ēhua （nēhua） | 我离开 | t-ēhua-' （tēhuâ）   | 我们离开 |
| ti-cochi （ticochi） | 你睡觉 | an-cochi-' （ancochî） | 你们睡觉 | t-ēhua （tēhua） | 你离开 | am-ēhua-' （amēhuâ） | 你们离开 |
| ∅-cochi （cochi）    | 他睡觉 | ∅-cochi-' （cochî）    | 他们睡觉 | ∅-ēhua （ēhua）  | 他离开 | ∅-ēhua-' （ēhuâ）    | 他们离开 |

| 单数   |    | 复数    |      |
| -nēch- | 我 | -tēch-  | 我们 |
| -mitz- | 你 | -amēch- | 你们 |
| -qu-   | 他 | -quim-  | 他们 |

犹如主语的人称前缀 t-、n-，处于以辅音开头的词根之前时，单数第三人称宾语前缀 c- 和词根之间必须插入 -i-，该前缀因此而变成 qui-
例如：（以词根 tlazòtla [tɬazoʔtɬa] “爱”为例）：
- （nimitztlazòtla） ni-mitz-tlazòtla “我爱你”
- （tinēchtlazòtla） ti-nēch-tlazòtla “你爱我”
- （tictlazòtlâ） ti-c-tlazòtla-' “我们爱他”
- （quitlazòtla） qui-tlazòtla “他爱他”
- （quitlazòtlâ） qui-tlazòtla-' “他们爱他”
- （quintlazòtla） quin-tlazòtla “他爱他们”
- （quintlazòtlâ） quin-tlazòtla-' “他们爱他们”

## 外部連結
- Ethnologue Náhuatl dialects （页面存档备份，存于）
- Nahuatl (Aztec) family, SIL-Mexico, with subsites on some specific variants （页面存档备份，存于）
- Náhuatl-French dictionary（页面存档备份，存于） Includes basic grammar
- Books at Project Gutenberg in Nahuatl （页面存档备份，存于）
- Brief Notes on Classical Nahuatl （页面存档备份，存于） Lessons, grammatical sketch and texts